# Vase Rock
Pour les articles homonymes, voir Vase.
Vase Rock (du chinois : 花瓶石 ; pinyin : Huāpíng Shí) est un rocher présent dans la commune de Liuqiu, dans le comté de Pingtung à Taïwan.

## Géologie
Le rocher s'est formé par la montée du récif corallien sur la côte. Sa partie inférieure a été érodée par la mer, formant ainsi une structure en forme de vase,. Son point le plus élevé se situe à une hauteur de 9 mètres.